# Hormilleja
Hormilleja tỉnh và cộng đồng tự trị La Rioja, phía bắc Tây Ban Nha. Đô thị này có diện tích là 7,44 ki-lô-mét vuông, dân số năm 2009 là 170 người với mật độ 22,85 người/km². Đô thị này có cự ly 33 km so với Logroño.